# Coradion melanopus
Coradion melanopus е вид лъчеперка от семейство Chaetodontidae.

## Разпространение
Видът е разпространен в Индонезия (Малуку, Западна Нова Гвинея и Сулавеси), Папуа Нова Гвинея и Филипини.